# Opération Cottbus
L’opération Cottbus est une action menée par les forces armées allemandes contre les partisans lors de l’occupation de la Biélorussie par les nazis au cours de la Seconde Guerre mondiale. Elle débute le 20 mai 1943 dans la région de Begom, Lepel et Ushachy.

## Unités engagées
Aux côtés des troupes allemandes, dont le bataillon Dirlewanger, y participent des unités collaborationnistes biélorusses, lettonnes, lituaniennes et ukrainiennes.

## Opérations militaires et génocidaires
Au cours de l’opération, de nombreux villages sont vidés de leur population et incendiés. Le bilan officiel  fait état de 9 800 morts, dont 6 087 tués lors des combats et 3 079 personnes exécutées ; 4 997 hommes et 1 056 femmes sont déportées pour du travail forcé. Le chiffre des morts est vraisemblablement sous-estimé : la radio allemande avance le chiffre de 15 000 morts, alors que le seul groupe Oskar Dirlewanger s’attribue 14 000 victimes, ce chiffre ne portant pas sur la durée totale de l’opération.
Pour déminer les zones minées par la résistance, le chef des SS et de la police de Ruthénie Blanche, Gottberg, envoie des civils en avant de ses troupes.

## Divergences entre responsables nazis sur ces opérations
Peu de temps après le déclenchement de cette opération, le commissaire du district de Borissow, sous l'autorité duquel les opérations de contre guérilla sont menées, fait parvenir à Wilhelm Kube, commissaire général de Ruthénie Blanche, en poste à Minsk, un rapport sur les conséquences de cette opération de ratissage : il évoque un afflux de blessés par balle dans les hôpitaux de son district ; Kube, sur la foi de son subordonné, relaie les informations à Alfred Rosenberg.

## Bilan
Compte tenu du fait que deux autres groupes de combat prennent part à l’opération, le nombre total des victimes peut être estimé à 20 000 morts.
La plupart des morts sont des civils désarmés, même si les rapports allemands de l’époque suggèrent que la majorité d’entre eux appartiennent aux bandes de partisans ; plus tard, un second rapport met expressément en doute les chiffres précédemment avancés et affirme que de nombreux paysans ont été exécutés, en soulignant que le bataillon Dirlewanger a la réputation de détruire de nombreuses vies humaines Ce rapport fait état de 59 morts parmi les troupes allemandes et de 950 armes saisies au cours de l'opération.